# Корвино-Сан-Квирико
Корвино-Сан-Квирико (итал. Corvino San Quirico) — коммуна в Италии, находится в регионе Ломбардия, в провинции Павия.
Население составляет 1092 человека (2008), плотность населения составляет 273 чел./км². Занимает площадь 4 км². Почтовый индекс — 27050. Телефонный код — 0383.
Покровителем коммуны почитаются Пресвятая Богородица, празднование в третье воскресенье октября, а также святой Кирик, .

## Демография
Динамика населения:

## Администрация коммуны
- Официальный сайт: http://www.comune.corvino-san-quirico.pv.it/